# Burgruine Kollnburg
Die Burgruine Kollnburg ist die Ruine einer Höhenburg auf etwa 660 m ü. NHN westlich der Pfarrkirche der Gemeinde Kollnburg im Landkreis Regen in Bayern. Die Anlage wird als Bau- (D-2-76-128-2) und Bodendenkmal (D-2-6943-0111) geführt.

## Geschichte

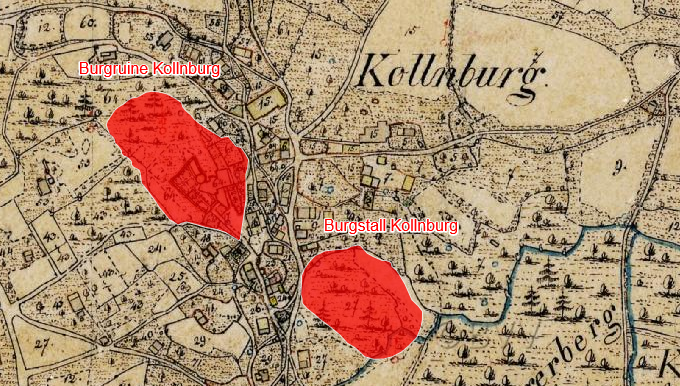
Lageplan von Burgruine und Burgstall Kollnburg auf dem Urkataster von Bayern

Ob die Burg von den Herren von Kalmberg schon im 11. Jahrhundert erbaut wurde, ist ungewiss. 1153 wurde die Burg erstmals als „Chalnberch“ urkundlich erwähnt und war später 1363 bis 1472 im Besitz der Herren von Nußberg („de Nuzbach 1125“), die Ministeriale der Grafen von Bogen waren.
1362 verkaufte Bertold von Kollnburg die Veste an Peter von Chamerau auf Haidstein, der sie 1363 an Albrecht von Nußberg weiterverkaufte. Dieser errichtet 1365 die erste Burgkapelle. Während des Aufstandes der Bayerwaldritter gegen die Politik von Herzog Albrecht IV. von Bayern, dem „Böcklerkrieg“ (1468/69), wurde die Burg vom bayerischen Herzog niedergebrannt und durch ihn Hans von Nußberg 1474 ab- und 1493 weiterverkaufte.
Im Dreißigjährigen Krieg wurde die Burg erneut beschädigt und wieder aufgebaut. 1671 übernahm der Kaiserlicher Rat Johann Abraham Ortner von Orth die Herrschaft und errichtete die 1678 in einem Gewitter zerstörte Schlosskapelle neu in doppelter Größe.

1685 trugen Burg und Ort den Namen Kalmperg. Nach neuerlichen Zerstörungen durch Husaren und Panduren im Österreichischen Erbfolgekrieg 1742 wechselten die Besitzer rasch. Bis 1806 war die Hofmark Kollnburg unter wechselnden Besitzern landesherrliches Rittermannslehen. 1817 wurde der gesamte Besitz versteigert. 1835 kaufte der Bierbrauer Josef Rockinger die Burg. Reste des unteren Teils wurden abgebrochen und für einen Pfarrhausbau verwendet.
Am 11. November 1895 erwarb der Wald-Verein Viechtach den Burgturm, 1912 kam es zur ersten Renovierung. Der 11 Meter hohe Turm wurde in einen Aussichtsturm umfunktioniert. Die Ruine ist bis heute im Besitz der Sektion Viechtach des Bayerischen Wald-Vereins.

## Beschreibung
Von der ehemaligen kleinen Burganlage sind nur noch der runde Bergfried mit einem Durchmesser von 8,2 Meter und einer Mauerstärke von zwei Meter, die Grundmauern des Palas und der 17 Meter tiefe Burgbrunnen erhalten. Vermutlich sind Mauerreste der Burg in umliegenden Häusern verbaut.